# Jan Jaremski
Jan Leon Jaremski (ur. 4 maja 1896 w Stechnikowcach, zm. 21 maja 1957 w Krakowie) – żołnierz Legionów Polskich, oficer artylerii Wojska Polskiego w II Rzeczypospolitej i ludowego Wojska Polskiego, kawaler Orderu Virtuti Militari.

## Życiorys
Urodził się w rodzinie Stanisława i Anny z Porochońskich. Absolwent szkoły średniej w Wiedniu, członek Drużyn Strzeleckich.
W 1914 wstąpił do Legionów Polskich. Walczył pod Nowo-Korczynem, Ostrówkiem, Opatówkiem, Krzywopłotami i Łowczówkiem. W bitwie pod Konarami został ranny. Służył wówczas w 3. kompanii I batalionu 5 pułku piechoty. Do 1 lipca 1915 przebywał w Szpitalu Legionów w Kamieńsku, a następnie w Domu Rekonwalescentów. W październiku 1915 przeniesiony do Kadry Artylerii Legionów w Jeżowie, a później skierowany do Szkoły Artylerii w Wiedniu. Po jej ukończeniu otrzymał przydział do 1 pułku artylerii. Brał udział w bitwach nad Styrem i pod Rudką Miryńską. Po kryzysie przysięgowym internowany w Żurawicy, a później wcielony do armii austriackiej i wysłany na front włoski. W listopadzie 1918 został aresztowany w Tarnopolu przez Ukraińców.
W 1919 wstąpił do odrodzonego Wojska Polskiego, został skierowany do tzw. „batalionu tarnopolskiego” i awansowany na stopień podporucznika. W styczniu przeniesiony na stanowisko dowódcy czołówki amunicyjnej w Grupie gen. Bonnina, a później został referentem uzbrojenia 18 Dywizji Piechoty. Za wybitne czyny w czasie ofensywy na Mławę, w walkach pod Ciechanowem i Rudą odznaczony został Krzyżem Srebrnym Orderu Virtuti Militari. 19 stycznia 1921 został zatwierdzony z dniem 1 kwietnia 1920 w stopniu porucznika, w artylerii, w grupie oficerów byłych Legionów Polskich.
Po zakończeniu działań bojowych pozostał w zawodowej służbie wojskowej. 1 czerwca 1921 roku nadal pełnił służbę w Dowództwie 18 Dywizji Piechoty, a jego oddziałem macierzystym był 1 pułk artylerii polowej Legionów. 3 maja 1922 został zweryfikowany w stopniu porucznika ze starszeństwem z 1 czerwca 1919 roku i 6. lokatą w korpusie oficerów artylerii, a jego oddziałem macierzystym był wówczas 12 pułk artylerii polowej w Złoczowie. W 1923 był przydzielony do Szkoły Strzeleckiej Artylerii, która wchodziła w skład Obozu Szkolnego Artylerii w Toruniu. Pozostawał wówczas oficerem nadetatowym 12 pap. 31 marca 1924 został mianowany kapitanem ze starszeństwem z 1 lipca 1923 i 4. lokatą w korpusie oficerów artylerii. W tym samym roku wrócił do macierzystego pułku w Złoczowie. W kwietniu 1928 został przeniesiony z 12 pap do kadry oficerów artylerii z równoczesnym przydziałem do Centrum Wyszkolenia Artylerii w Toruniu. W Szkole Podchorążych Artylerii w Toruniu objął stanowisko komendanta klasy, a następnie dowódcy 2 baterii szkolnej. 2 grudnia 1930 został mianowany majorem ze starszeństwem z 1 stycznia 1931 i 17. lokatą w korpusie oficerów artylerii. We wrześniu 1933 został przeniesiony do 7 pułku artylerii ciężkiej w Poznaniu na stanowisko dowódcy I dywizjonu. W listopadzie 1935 wrócił do Centrum Wyszkolenia Artylerii i zastąpił ppłk. Witolda Sztarka na stanowisku dyrektora nauk Szkoły Podchorążych Artylerii. Na stopień podpułkownika został mianowany ze starszeństwem z 19 marca 1939 i 19. lokatą w korpusie oficerów artylerii. Wiosną tego roku w dalszym ciągu pełnił służbę w CWArt. na stanowisku zastępcy komendanta Szkoły Podchorążych Artylerii. W kampanii wrześniowej z oddziałami szkolnymi walczył na linii Bugu.
Po wojnie wcielony do ludowego Wojska Polskiego, mianowany pułkownikiem i skierowany do Centrum Wyszkolenia Artylerii w Toruniu. W 1946 zdemobilizowany.
Pracował jako kierownik Działu Planowania w Centralnym Biurze Konstrukcji Kotłów w Tarnowskich Górach.
Był żonaty z Teresą Wieczorek, miał synów Jana (ur. 1937) i Andrzeja (ur. 1939).
Zmarł w Krakowie i został pochowany na cmentarzu Rakowickim (kwatera XXXI-2-27).

## Ordery i odznaczenia
- Krzyż Srebrny Orderu Virtuti Militari nr 4472[2]
- Krzyż  Niepodległości (13 kwietnia 1931)[15][2]
- Krzyż Walecznych[13]
- Srebrny Krzyż Zasługi (10 listopada 1928)[16]
- Medal Pamiątkowy za Wojnę 1918–1921[17]
- Medal Dziesięciolecia Odzyskanej Niepodległości[17]